# Tanush I. (Dukagjini)
Tanush I. (Dukagjini) gilt als Ahnherr des Geschlechts der Dukagjini.

## Leben
1281 wurde erstmals schriftlich ein albanischer Anführer „ducem Qinium Tanuschum“, „dux Ginius Tanuschus“ (in der byzantinischen Rangbezeichnung „Dukas Ginos“) oder „Ducam Ginum Tanuschum Albanensem“, Tanush I. als politischer Gefangener und Gegner der Anjou-Herrschaft im Regnum Albaniae erwähnt.
Nach der Chronik von Gjin III. Muzaka ließ Tanush den Bischof, der seine Frau auf unehrenhafte Weise angesehen hatte, in der Kirche der Heiligen Maria von Ndërfan (Mirdita) ermorden. Daraufhin wurde Tanush mit seiner Familie von den Familienangehörigen des Bischofs getötet. Am Leben blieb der kleine Sohn Gjin, der sich versteckt hatte und bei einem Stefan Progano im Dorf Kallmet in der Gemeinde Lezha aufwuchs. Als der Junge alt genug war, gab ihm der oben genannte Stefan seine Tochter als Ehefrau. Gjin erhielt die Besitztümer seines Vaters zurück und nahm seinen Namen „Ducagjini“ an.

## Nachkommen
- Tanush I.[6]
  - Gjin ⚭ Tochter von Stefan Progan[6]
    - Progan I., Woiwode in Kanina 1368; ⚭ ?[6]